# Okříšky
Okříšky – miejscowość i gmina (obec) w Czechach, w kraju Wysoczyna, w powiecie Třebíč. W 2022 roku liczyła 2010 mieszkańców.
W miejscowości jest stacja kolejowa Okříšky.